# Cholasandra, Nagamangala
Cholasandra là một làng thuộc tehsil Nagamangala, huyện Mandya, bang Karnataka, Ấn Độ.